# The Age of the Understatement
The Age of the Understatement és l'àlbum d'estudi debut del grup anglès The Last Shadow Puppets, format per Alex Turner dels Arctic Monkeys, Miles Kane de The Rascals i James Ford. Va sortir el 15 d'abril 2008 al Regne Unit, seguint el llançament del senzill homònim el dia anterior.
The Age of the Understatement va arribar al número 1 de la UK Albums Chart i va ser nominat als Premis Mercury del 2008. A dia d'avui ha venut 337.243 còpies al Regne Unit.

## Llista de cançons

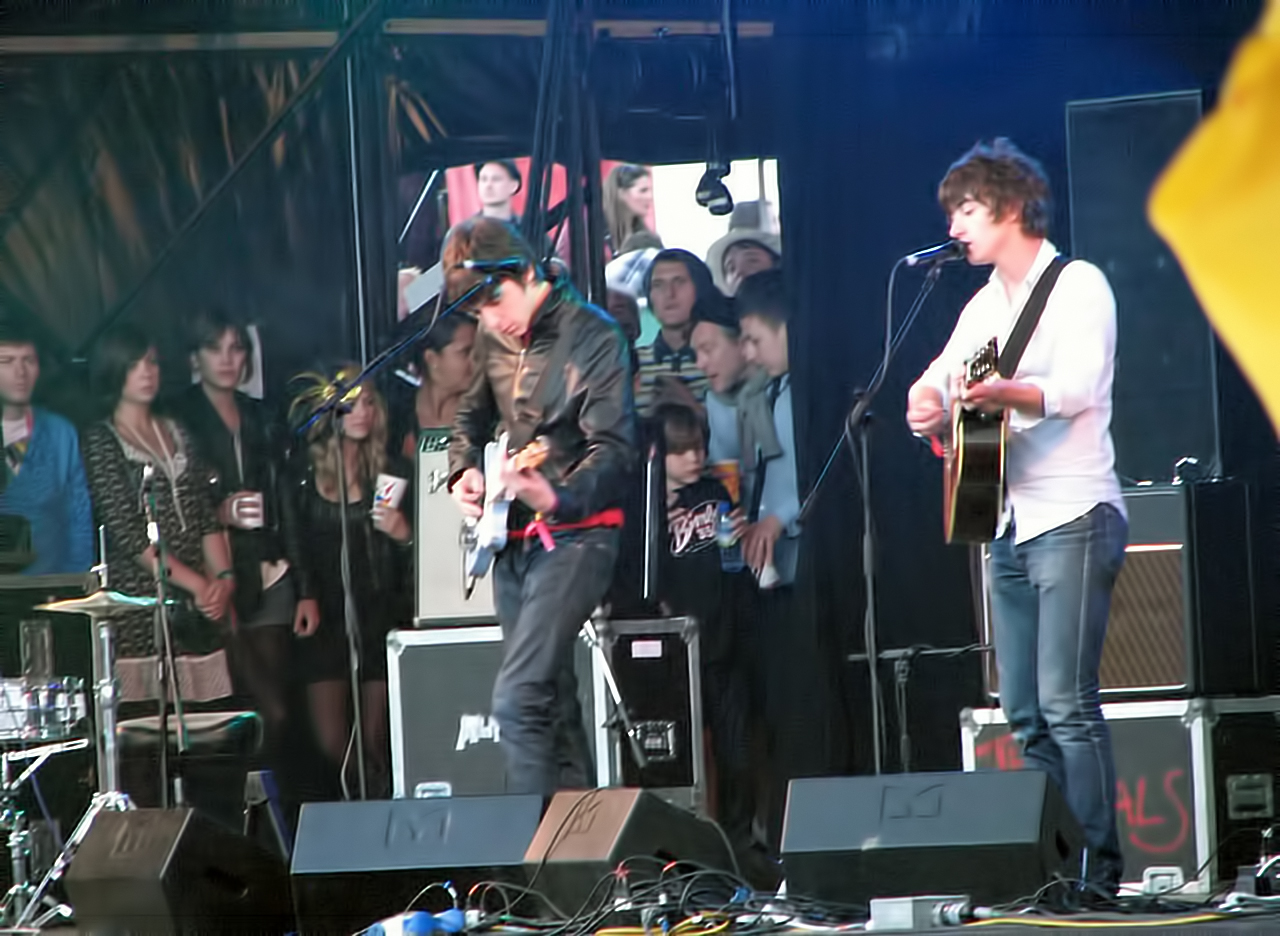
The Last Shadow Puppets al Festival de Glastronbury de 2008, durant la gira de The Age of the Understatement.

Totes les lletres escrites per Alex Turner i Miles Kane. 
| Núm.          | Títol                           | Veu principal   | Durada |
| ------------- | ------------------------------- | --------------- | ------ |
| 1.            | «The Age of the Understatement» | Kane i Turner   | 3:07   |
| 2.            | «Standing Next to Me»           | Kane amb Turner | 2:18   |
| 3.            | «Calm Like You»                 | Turner          | 2:26   |
| 4.            | «Separate and Ever Deadly»      | Kane i Turner   | 2:38   |
| 5.            | «The Chamber»                   | Turner amb Kane | 2:37   |
| 6.            | «Only the Truth»                | Kane i Turner   | 2:44   |
| 7.            | «My Mistakes Were Made for You» | Turner          | 3:04   |
| 8.            | «Black Plant»                   | Turner amb Kane | 3:59   |
| 9.            | «I Don't Like You Anymore»      | Kane i Turner   | 3:05   |
| 10.           | «In My Room»                    | Kane i Turner   | 2:29   |
| 11.           | «Meeting Place»                 | Kane i Turner   | 3:55   |
| 12.           | «Time Has Come Again»           | Turner          | 2:22   |
| Durada total: | Durada total:                   | Durada total:   | 35:10  |

## Personal

### Músics
- Alex Turner, Miles Kane: veus, guitarres, baixos
- James Ford: percussió
- London Metropolitan Orchestra (dirigida per Owen Pallett i grabada per Steve McGlaughlin): orquestra

### Producció
- James Ford: producció, mescla
- Richard Woodcraft: mescla
- Jimmy Robertson: enginyeria

### Portada
- Matthew Cooper: disseny de la portada
- Sam Haskins: fotografia de la portada
- Deidre O' Callahan: model de la fotografia
- Jason Evans: assintència de disseny

## Llistes
| Llista                                      | Posició |
| ------------------------------------------- | ------- |
| UK Albums Chart                             | 1       |
| Belgium Albums Chart                        | 4       |
| Dutch Albums Chart                          | 12      |
| French Albums Chart                         | 18      |
| Norwegian Albums Chart                      | 23      |
| Australia ARIA Albums Chart                 | 30      |
| Swedish Albums Chart                        | 34      |
| Italian Albums Chart                        | 56      |
| Canadian Albums Chart                       | 65      |
| U.S. Billboard 200                          | 111     |
| U.S. Billboard Top Heatseekers Chart        | 1       |
| U.S. Billboard Top Independent Albums Chart | 9       |

## Historial de llançament
| Regió        | Data             | Discogràfica        | Format | Catalogació |
| ------------ | ---------------- | ------------------- | ------ | ----------- |
| Japó         | 15 d'abril, 2008 | Hostess             | CD     | HSE-10065   |
| Alemanya     | 18 d'abril, 2008 | Domino Records      | CD     |             |
| Regne Unit   | 21 d'abril, 2008 | Domino Records      | CD     | WIGCD2008   |
| Regne Unit   | 21 d'abril, 2008 | Domino Records      | LP     | WIGLP208    |
| Austràlia    | 21 d'abril, 2008 | EMI Music Australia | CD     |             |
| Europa       | 25 d'abril, 2008 |                     | CD     |             |
| Estats Units | 6 de maig, 2008  | Domino Records      | CD     | CDNO181     |